# Luan Vieira
Luan Guilherme de Jesus Vieira, genannt Luan oder Luan Vieira, (* 27. März 1993 in São José do Rio Preto) ist ein brasilianischer Fußballspieler. Der Rechtsfuß wird vorwiegend als Sturmspitze eingesetzt.

## Karriere

### Verein
Luan startete seine Laufbahn beim unterklassigen Tanabi EC. Hier schaffte er 2012 erstmals den Sprung in den Profikader. Am 6. Mai 2012 lief er in der zweiten Serie der Staatsmeisterschaft von São Paulo von Beginn an gegen den AE Araçatuba auf. Insgesamt bestritt Luan in der Runde fünf Spiele.
Nach zwei Zwischenstationen kam Luan 2013 zum Grêmio FBPA, wo er zunächst in der Jugendmannschaft spielte. 2014 schaffte er hier den Sprung in den ersten Kader des Klubs. Bereits am 14. Februar bestritt er bei der Copa Libertadores 2014 sein erstes Spiel auf internationaler Klubebene. Gegen Nacional Montevideo lief er hier von Beginn an auf. Im selben Wettbewerb erzielte Luan auch sein erstes internationales Tor, am 26. Februar in der 28. Minute gegen Atlético Nacional. In der Série A 2014 erfolgte sein erster Einsatz am 27. April gegen Atlético Mineiro. Den ersten Ligatreffer konnte der Spieler am 17. August 2014 in der 11. Minute gegen den Criciúma EC erzielen.
Sowohl in der Sommertransferperiode 2016, als auch 2017 interessierten sich mehrere europäische Vereine für Luan, tatsächlich wurde er aber bei Grêmio zunehmend zum Stamm- und Führungsspieler. 2016 konnte Luan mit dem Verein die Copa do Brasil gewinnen, 2017 als unumstrittener Star der Mannschaft die Copa Libertadores. Für dieses Jahr wurde er von der Zeitschrift El País zu Südamerikas Fußballer des Jahres gewählt. In den darauffolgenden Spielzeiten konnte Luan weder individuell, noch mit seiner Mannschaft, die Erfolge wiederholen.
Ende 2019 wurde sein Wechsel zum SC Corinthians bekanntgegeben. Für eine Ablösesumme von BRL 22 Mio. (umgerechnet etwa EUR 4,8 Mio.) unterschrieb Luan für vier Spielzeiten. Bei dem Klub blieb Vieira bis Anfang August 2022, dann wurde er an den Ligakonkurrenten FC Santos ausgeliehen. Die Leihe wurde bis zum Ende der Série A 2022 im November des Jahres befristet. Zu Saisonbeginn 2023 kehrte der Spieler zu Corinthians zurück, kam aber zu keinen weiteren Einsätzen. Ende Juli wechselte er daraufhin zum zweiten Mal zu Grêmio nach Porto Alegre.
Im Januar 2024 gab der EC Vitória bekannt, Vieira bis Ende des Jahres verpflichtet zu haben. Der Kontrakt war mit der Option versehen, diesen um ein weiteres Jahr zu verlängern. Ende Februar wurden Beschwerden aus der Nachbarschaft Vieiras bekannt. Es sollten beim täglich Partys gefeiert worden und Callgirls vor Ort gewesen sein. Bereits in seiner Zeit bei Grêmio fiel auf. Nachdem er eine Ampel in Porto Alegres Viertel Rio Branco bei Rot überfahren hatte, wurde er von der Militärpolizei angesprochen. Diese stellte fest, dass das Auto nicht zugelassen war und er ohne Führerschein fuhr. Sein Fahrzeug wurde daraufhin beschlagnahmt. Nach Austragung der Staatsmeisterschaft von Bahia im April wurde sein Kontrakt vorzeitig beendet. Seitdem ist er ohne neue Anstellung.

### Nationalmannschaft
Für die Nachwuchsmannschaften der brasilianischen Auswahl bestritt Viera 2014 seine ersten Spiele. Am 20. August 2016 gewann er im Finale der Olympischen Spiele die Goldmedaille mit der U-23 Mannschaft von Brasilien. Nationaltrainer Tite berief Viera in den A-Kader für die Spiele in der Fußball-Weltmeisterschaft 2018/Qualifikation (CONMEBOL) am 1. und 5. September 2017. Im Spiel gegen die Ecuadorianische Fußballnationalmannschaft am 1. September wurde Vieira in der 84. Minute für Willian eingewechselt.

## Erfolge
U-20 Nationalmannschaft
- Turnier von Toulon: 2014

U-23 Nationalmannschaft
- Olympische Sommerspiele 2016: Gold

Grêmio
- Brasilianischer Pokalsieger: 2016
- Copa Libertadores: 2017
- Recopa Sudamericana: 2018
- Staatsmeisterschaft von Rio Grande do Sul: 2018, 2019

Vitória
- Staatsmeisterschaft von Bahia: 2024

## Auszeichnungen
- Prêmio Craque do Brasileirão: 2015
- Bola de Prata: 2015, 2017
- Copa Libertadores: 2017 Bester Spieler[12]